# Кілі Сміт
Кілі Сміт (англ. Keely Smith), уроджена Дороті Жаклін Кілі (англ. Dorothy Jacqueline Keely; 9 березня 1928 — 16 грудня 2017) — американська джазова співачка, яка мала велику популярність в 1950-х і 1960-х роках. Її спільну роботу з Луї Прімою і Френком Сінатрою високо оцінили. Сміт любили за її стиль співу й особливо за участь у дуеті з Луї Прімою, який був її чоловіком.

## Кар'єра
Народилася в Норфолку (штат Вірджинія). Наполовину черокі, наполовину ірландського походження. Сміт дуже рано проявила музичний талант. У 14 років Сміт почала співати з групою військово-морської повітряної бази під керівництвом Саксі Доуелла. У 15 років вона отримала свою першу оплачувану роботу в групі Ерла Беннетта.
Професійним її дебютом була робота з Луї Прімою в 1949 році. Вони одружилися 13 липня 1953 року, Сміт стала четвертою дружиною Луї Пріми. У виступах із чоловіком Сміт грала роль простої, прямої людини на противагу фіглярству Луї Пріми. У такому розподілі ролей вони записали багато пісень, однією з яких була «Ця стара чорна магія» («That Old Black Magic») Джонні Мерсера і Гарольда Арлена, що потрапила в Топ-20 США в 1958 році.
У 1959 році Сміт і Прима першими в історії отримали Нагорода Греммі за «Найкраще подання вокальної групи або хору» за пісню «Ця стара чорна магія». Незворушне і гротескно невиразне обличчя Кілі Сміт під час виконання пісень мала великий успіх у публіки. З трохи меншим успіхом дует випустив такі хіти, як «Ти у мене під шкірою» («I've Got You Under My Skin») і «Bei Mir Bistu Shein», переспів однойменного хіта 1937 року групи Andrews Sisters.
Виступи Кілі Сміт і Луї Пріми були опорою музики лаунж більшу частину 1950-х років.
У 1959 році Сміт з'явилася разом з Луї Прімою у фільмі «Гей, Хлопчику! Гей, Дівчинко!» (Hey Boy! Hey Girl!") як виконавиця пісні Лихоманка («Fever»). Також трохи раніше вона співала в саундтреці до фільму «Дорога грому». Першим соло хітом стала пісня «Я бажаю тобі кохання» («I Wish You Love»).
У 1961 році Сміт розлучилася з Прімою, після чого стала співати для звукозаписної компанії Reprise Records, де її директором був Нельсон Редл. 1965 року вона потрапила в топ-20 Великої Британії з альбомом пісень Бітлз і версією пісні «Ти розбиваєш мені серце».
Після виходу заміж за продюсера Джиммі Боуена Сміт відійшла від музики, щоб сконцентруватися на вихованні своїх дітей.
1985 року вона успішно повернулася в музику з альбомом «Я знову закохана» («I'm In Love Again»). Її наступні альбоми «Кілі співає Сінатру» (2001, за що співачка була номінована на Греммі) і «Свінг, Свінг, Свінг» (2002), а також Keely Swings Count Basie Style with Strings (2002) отримали велику кількість позитивних відгуків з боку критиків та глядачів.
Останній альбом Кілі Сміт — «Вегас 58 — Сьогодні» — компіляція найвідоміших пісень виконавиці, записаних наживо. Також Сміт перезаписала кілька пісень часів спільної творчості з Луї Прімою, в тому числі перероблену версію «О, Марі» («Oh Marie»), перейменовану в «О, Луї» («Oh Louis») як данину поваги. За її власним визнанням, Келлі Сміт ніколи не брала уроків співу і не вміла читати ноти.
У 2007 році Сміт працювала в легкому режимі гастролей, тим не менш продовжуючи дивувати шанувальників своїм сильним голосом і вмінням тримати себе на сцені. Весь квітень 2007 року Сміт виступала в одному з найпрестижніших кафе Нью-Йорка — Кафе Карлайл.
10 лютого 2008 року, Сміт заспівала «Ця Стара Чорна Магія» з Кід Роком на п'ятдесятій річниці Премії Греммі.
16 грудня 2017 року Сміт померла від серцевої недостатності в Палм-Спрінгс, штат Каліфорнія у віці 89 років. Вона похована на кладовищі Форест-Лон у Голлівуд-Гіллз.

## Дискографія

### Соло
- 1957 I Wish You Love (Capitol)
- 1958 Politely! (Capitol)
- 1959 Swingin' Pretty (Capitol)
- 1959 Be My Love (Dot)
- 1960 Swing, You Lovers (Dot)
- 1960 A Keely Christmas (Dot)
- 1961 Twist With Keely Smith (Dot)
- 1961 Dearly Beloved (Dot)
- 1962 Because You're Mine (Dot)
- 1962 What Kind of Fool Am I? (Dot)
- 1962 Cherokeely Swings (Dot)
- 1963 Little Girl Blue/Little Girl New (Reprise)
- 1964 The Intimate Keely Smith (Reprise)
- 1964 Keely Smith Sings the John Lennon—Paul McCartney Songbook (Reprise)
- 1965 That Old Black Magic (Reprise)
- 1985 I'm In Love Again (Fantasy)
- 2000 Swing, Swing, Swing (Concord)
- 2001 Keely Sings Sinatra (Concord)
- 2002 Keely Swings Basie-Style With Strings (Concord)
- 2005 Vegas '58 — Today (Recorded Live At Feinstein's At The Regency) (Concord)

З Луї Прімою
- 1958 Breaking It Up! (Columbia)
- 1958 Louis Prima & Keely Smith on Broadway (Coronet)
- 1959 Louis and Keely! (Dot)
- 1960 Together (Dot)
- 1961 Return of the Wildest! (Dot)

З Луї Прімою, Семом Бутера та The Witnesses
- 1957 The Call of the Wildest (Capitol)
- 1957 The Wildest Show at Tahoe (Capitol)
- 1958 Las Vegas Prima Style (Capitol)
- 1959 Hey Boy! Hey Girl! (Capitol)
- 1960 On Stage (Dot)